# プランバナン・エクスプレス線
プランバナン・エクスプレス線（プランバナン・エクスプレスせん、インドネシア語：Commuter Line Prambanan Ekspres）は、一般的にプラメックス(英語：Pramex、インドネシア語：Prameks)と略され、インドネシアのジョグジャカルタ特別州ジョグジャカルタと中部ジャワ州プルウォレジョ県クトアルジョ間をチラチャプ・ジョグジャカルタ線を経由して運行する総距離約64キロメートルの通勤快速列車である。
2021年にジョグジャカルタ線としてジョグジャカルタ駅 - ソロ・バラパン駅(スラカルタ)間が電化される26年間は、ソロ・バラパン駅まで運行されていた。

## 歴史
プラメックスの前身は、車両に愛称にクダ・プティ(英語：白い馬の列車)と呼ばれたMCDW300形気動車が使用された。由来は運転席の窓の上に2頭の馬が描かれていたことからである。1963年からインドネシアで運行された最初のディーゼル気動車の1つであった。1980年に保守部品の不足のため運行を終了した。
1990年代に再び通勤需要が高まったため、1994年5月20日にプラメックスとして、ソロ・バラパン(スラカルタ)とジョグジャカルタを結ぶ快速列車として復活した。登場当時は、ディーゼル機関車が牽引するビジネスクラス客車4両編成が運用された。路線に対する需要が高かったため、エグゼクティブクラス客車が連結されるようになった。
その後、日本車輛製造の気動車に置き換えられ、2006年3月1日にPT INKA製のME201系気動車が導入された。利用者の増加を理由にプラメックスは、新たにクトアルジョまで路線を延伸した。使用車両には、電気式気動車3編成と液体式気動車5編成が担当している。
インドネシア鉄道会社(PT KAI)のジョグジャカルタ地域事業部が運行していたが、ジョグジャカルタ線の電化を契機に経営移管として、2020年6月3日に運輸省から運行許可を取得した後、KAIの子会社であるKAIコミューターが 2020年10月5日にプランバナン・エクスプレス線の運行を継承した。
2021年2月10日にジョグジャカルタ線（ソロ・バラパン駅 - ジョグジャカルタ駅）が電化されたため、運行区間がジョグジャカルタ駅 - クトアルジョ駅まで短縮された。

## 停車駅と運賃
当列車は、ジョグジャカルタとクトアルジョの各駅に停車する。停車駅は、ジョグジャカルタ、ウェイツ、ウォジョ、ジェナール、クトアルジョであり、2021年時点の運賃は1人片道8,000ルピアとなっている。

## 駅一覧
| 駅番号                | 駅コード           | 駅名                          | 乗り換え/ノート | 地域               | 地域                   |
| ソロ・バラパン方面    | ソロ・バラパン方面 | ソロ・バラパン方面            | ソロ・バラパン方面 | ソロ・バラパン方面 | ソロ・バラパン方面     |
| --------------------- | ------------------ | ----------------------------- | --- | ------------------ | ---------------------- |
| P 01 YA 01 JS 05 Y 01 | YK                 | ジョグ・ジャカルタ Yogyakarta | ターミナル駅 都市間列車 KAIコミューター ジョグジャカルタ線 ジョグ・ジャカルタ国際空港線 ジョグロセマルト トランス・ジョグジャ: - Line 1A, Line 2A, Teman Bus Godean Line (マンクブミ2) - Line 1A, Line 2A, Line 3A, Line 8, Line 10 (マリオボロ1) | ジョグジャカルタ市 | ジョグジャカルタ特別州 |
| P 02                  | PTN                | パトゥカン Patukan            | 通過駅 | スリマン県         | ジョグジャカルタ特別州 |
| P 03                  | RWL                | レウル Rewulu                 | 通過駅 | バントゥル県       | ジョグジャカルタ特別州 |
|                       |                    | Sedayu                        | 幽霊駅 | バントゥル県       | ジョグジャカルタ特別州 |
| P 04                  | STL                | セントロ Sentolo              | 通過駅 | クロン・プロゴ県   | ジョグジャカルタ特別州 |
|                       | KLR                | カリメヌール Kalimenur        | 幽霊駅 | クロン・プロゴ県   | ジョグジャカルタ特別州 |
| P 05 YA 02 JS 06      | WT                 | ウェイツ Wates                | 都市間列車 ジョグ・ジャカルタ国際空港線 ジョグロセマルト | クロン・プロゴ県   | ジョグジャカルタ特別州 |
| P 06 YA 03            | KDG                | ケドゥンダン Kedundang        | 通過駅 | クロン・プロゴ県   | ジョグジャカルタ特別州 |
| P 07                  | WJ                 | ウォジョ Wojo                 | DAMRI シャトルバス ジョグジャカルタ国際空港 | プルウォレジョ県   | 中部ジャワ州           |
| P 08                  | JN                 | ジェナール Jenar              | | プルウォレジョ県   | 中部ジャワ州           |
|                       | MTL                | モンテラン Montelan           | 休止駅 | プルウォレジョ県   | 中部ジャワ州           |
| P 09 JS 07            | KTA                | クトアルジョ Kutoarjo         | ターミナル駅 都市間列車 ジョグロセマルト | プルウォレジョ県   | 中部ジャワ州           |

## 使用車両

### 現役
| シリーズ名              | 形式名 | 画像 | 両数 | 編成 | 車両メーカー     | 概要 |
| ----------------------- | ------ | ---- | ---- | ---- | ---------------- | --- |
| KRDE Prameks (一次車)   | ME201  |      | 5    | 1    | INKA (2005-2007) | BN-Holec電車からの改造車両。非冷房車。 アディスマルモ国際空港線とジョグジャカルタ国際空港線と共通運用。 2012年の交通事故でK3 2 07 01編成が廃車となり、もうK3 2 05 01編成は2014年に引退した。K3 2 07 06編成が現存し冷房装置の追加などが行われた。 |
| KRDE Sriwedari (二次車) | ME201  |      | 5    | 5    | INKA (2011)      | BN-Holec電車からの改造車両。冷房車。 KCJBフィーダー線(高速鉄道とのシャトル列車)への予定であり、2022年12月15日に1編成は一時的な試運転のためバンドンまで甲種回送された。                                                                           |
| KRDE ME204 (一次車)     | ME204  |      | 4    | 2    | INKA (2018)      | アディスマルモ国際空港線とジョグジャカルタ国際空港線と共通運用。4両編成2本が担当する。 |
| KRDI (二次車) (三次車)  | MH102  |      | 4    | 3    | INKA (2008-2014) | アディスマルモ国際空港線とジョグジャカルタ国際空港線と共通運用。以前はマディウンジャヤ線やセプ・エクスプレス用車両であった。4両編成3本が担当する。                                                                                               |

### 過去の車両
| シリーズ名 | 形式名   | 画像 | 両数    | 車両メーカー                         | 概要                                                                            |
| ---------- | -------- | ---- | ------- | ------------------------------------ | ------------------------------------------------------------------------------- |
| MCDW300    | 該当なし |      | 2       | Glossing und Scholer GmbH, Ferostaal | - 過去にクダ・プティ号として運行された。 - ランプヤンガン駅にて保存されている。 |
| MCW302     | MH101    |      | 2, 3, 4 | 日本車輌製造                         |                                                                                 |
| MCW302     | MH101    |      | 2, 3, 4 | 日本車輌製造                         | - 特別仕様(機器更新)車: K2 3 xxx - 元ケドゥンセプール線編成：K1 3 xxx           |

## 事件
- 2012年10月23日、ソロ・ジェブレス - クトアルジョ間でKA 213列車として運行されていたME201形 K3 2 07 01Fがブランバナン駅で脱線し40人の乗客が負傷した。当該編成は全損と発表され廃車となった[9]。